# Delantero

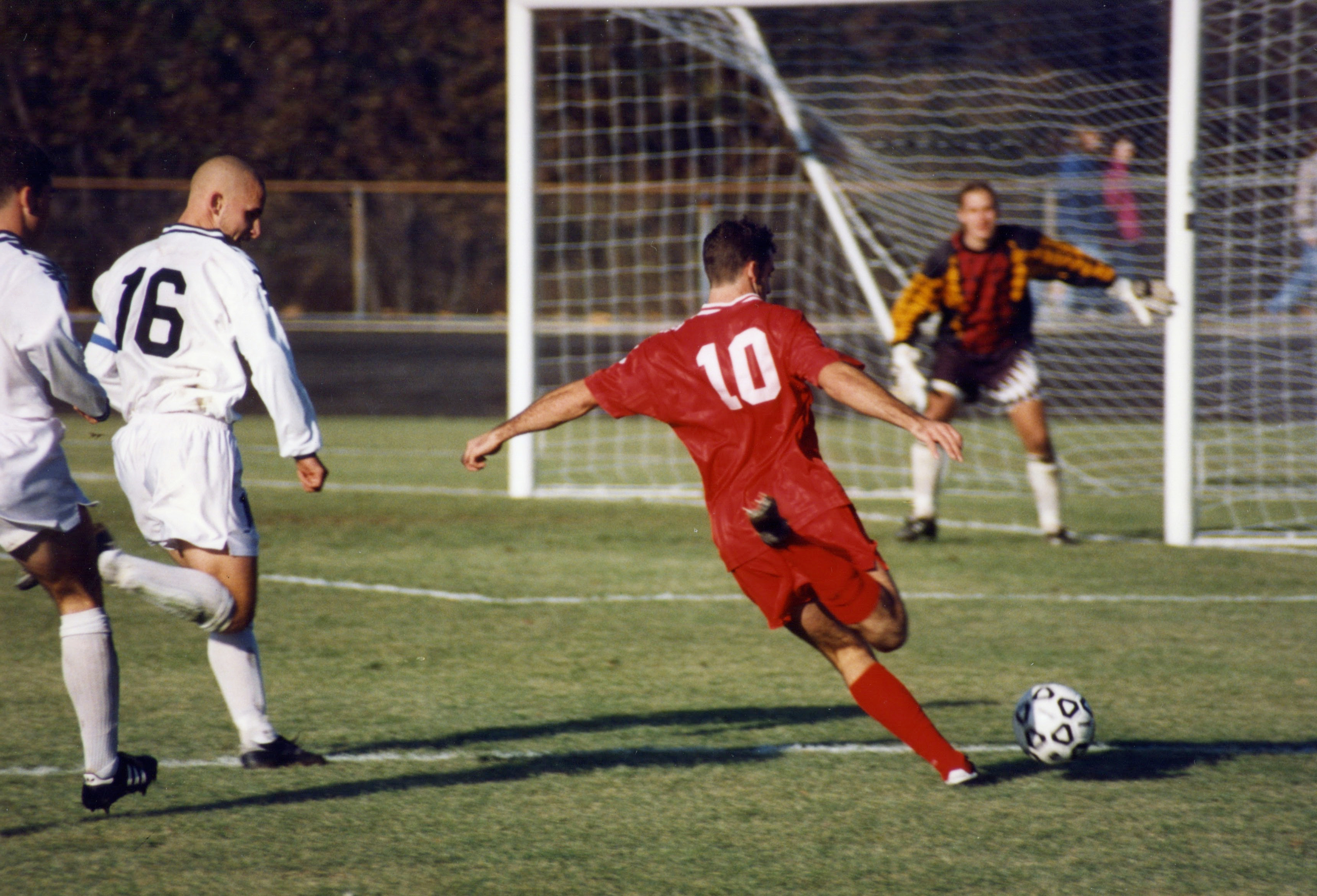
El delantero (con camiseta roja) dispara a la portería.

Un delantero, también llamado atacante, punta, ariete, extremo, nueve o centrofóbal (castellanización de Centre Forward) es un futbolista que destaca en la posición de ataque, y es el principal responsable de marcar los goles.
Al delantero que juega adelante se le llama coloquialmente noveno (9) o nueve de área, en alusión al número de camiseta que este jugador lleva habitualmente. Por su posición adelantada generalmente tiene pocas responsabilidades defensivas, esto hace que los delanteros marquen muchos más goles que el resto de sus compañeros, y normalmente son los más conocidos y queridos por el público, al igual que suelen ser los jugadores más caros de la plantilla.

## Formaciones
Las formaciones modernas usualmente emplean entre uno y tres delanteros, siendo lo más común que haya dos. Los entrenadores normalmente ubican a uno de estos dos delanteros en el medio del campo, enfrentado a la portería rival, mientras que el otro desempeña su juego por detrás del primero o por los costados del campo, buscando constantemente dar pases-gol a su compañero dentro del área.
A continuación se exponen las maneras más usuales de alinear a los delanteros (en rojo).

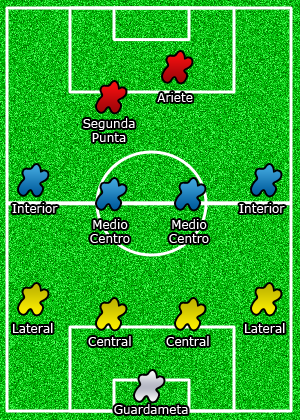
4-4-1-1 Un punta y un media punta o segundo delantero. Esta posición requiere mucha dinámica desde el medio campo.
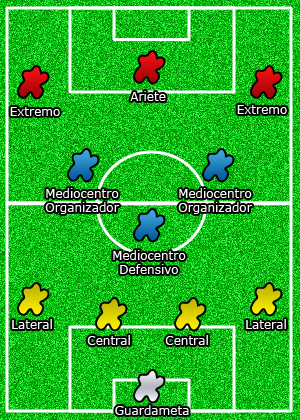
4-3-3 Esta formación se utiliza para dominar el centro del campo y aportar muchos jugadores en tareas ofensivas, de esa forma se logra ejercer una gran presión sobre la defensa rival.
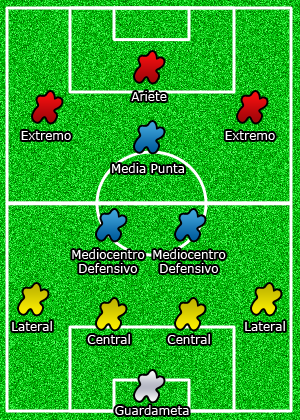
4-2-1-3 El ataque por bandas adquiere gran relevancia, apoyo al delantero centro por las bandas y el mediocentro ofensivo, también se fortifica el aspecto defensivo al añadir dos mediocentros defensivos.
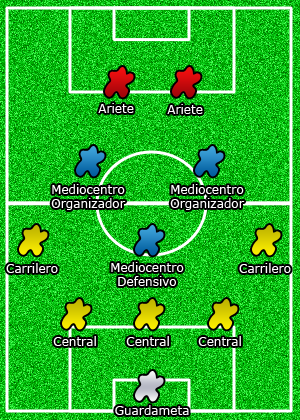
5-3-2 Los carrileros se sumarán al ataque tantas veces como puedan apoyándose en los dos mediocentros organizadores.

## Tipos de delanteros

### Delantero centro
También se los denominan como ariete (España), punta (Argentina y Uruguay), centro delantero, centro atacante, delantero neto (Sudamérica) o simplemente como rematadores o definidores. Estos jugadores son usualmente los encargados de anotar la mayoría de los goles de un equipo. Tanto los centrocampistas como los extremos deben constantemente facilitarle el balón. Su número clásico es el 9, aunque es frecuente para los delanteros ocupar el 7, 19 y 20 o incluso el 11.
El clásico ariete es aquel que juega en el área rival, creándose espacios y esperando que sus compañeros le cedan la pelota para poder anotar. Son jugadores con muy buena puntería, reflejos rápidos, típicamente altos y fuertes y que se destacan por su potente remate o su juego aéreo, siendo además capaces de capitalizar hasta la más mínima oportunidad para marcar. Su función capital es simplemente la de meter la pelota dentro de la portería, así que son los llamados goleadores de raza. A este tipo de delanteros les acomoda jugar cuando esperan pelotazos o centros al área rival en una táctica de ataque estático como en el fútbol inglés, por lo que se les pide, dominio del tiempo y espacio para remates de cabeza o de volea con ambas piernas, por tanto, ellos deben correr muy bien la cancha para buscar un buen posicionamiento y recepción. En el fútbol europeo los delanteros netos deben tener un fútbol de toque fulminante para recepcionar y disparar al arco de manera que sorprendan a la defensa del equipo rival y de esta forma se libren de la marcación, por eso también se les pide que sean oportunistas cazadores furtivos, que hostiguen y presionen a los defensas y tengan olfato de gol para meter adentro todas las pelotas que boten dentro del área. Otra táctica que les acomoda a los delanteros netos es el contraataque, donde necesitan mostrar gran velocidad, fuerza y definición pues deben superar la aceleración y la fuerza de los defensas para luego resolver rápidamente el mano a mano contra el arquero rival.
A diferencia de un centro punta o un segundo delantero, los arietes suelen ser futbolistas mucho más específicos, por tanto, existen entrenadores que prescinden de ellos para armar un esquema futbolístico. Un ejemplo de ello fue Johan Cruyff, que puso de moda en el F. C. Barcelona de principios de los 90 prescindir de los delanteros netos, basándose en un juego diagonal en el que segundos puntas o extremos como Hristo Stoichkov o Txiki Begiristain iban de las bandas al centro. Esta forma de llegar al arco prescindiendo del punta neto fue también el modelo de Pep Guardiola en el mismo equipo hasta la llegada y después de la ida de Zlatan Ibrahimović.
Algunos ejemplos destacables hoy en día son Cristiano Ronaldo, Robert Lewandowski, Karim Benzema, Erling Haaland, Harry Kane, Antoine Griezmann, Julián Alvarez, Kylian Mbappé y Lautaro Martínez. En la historia buenos ejemplos fueron Sándor Kocsis (a quien se le llamaba Cabeza de Oro por su buena colocación y remate de cabeza), Eusébio, Iván Zamorano, Alberto Spencer, Mario Alberto Kempes, Sandro Mazzola, Gabriel Batistuta, Marco van Basten, Davor Suker, Faustino Asprilla, Gerd Müller, Didier Drogba, Fernando Torres, Ruud van Nistelrooy, Robin van Persie, Miroslav Klose, Jürgen Klinsmann, Josef Bican, Filippo Inzaghi o el considerado "El fenómeno": Ronaldo Nazario.

### Mediapunta
También llamado volante de enlace o mediocentro ofensivo. En el fútbol moderno juegan, básicamente, en los sistemas 4-2-3-1. Tradicionalmente, usan el 10 en la espalda. El media punta juega en una posición de ataque y tiene la tarea de dar asistencia a los demás delanteros y marcar goles, no cuenta con obligaciones defensivas, pero puede bajar a la defensa, así mismo debe crear y repartir fútbol con mucha dinámica y fluidez por el medio campo. Generalmente, se trata de futbolistas muy hábiles y regateadores sin dejar de ser muy tácticos, pero por sobre todo deben ser potentes para avanzar desde el mediocampo hacia el ataque, pues su sello distintivo como jugador es aportar con el vértigo (a veces también la sorpresa).
Si una segunda punta juega libremente por el centro, el mediapunta juega más contenido, pensando en la ida y vuelta del ataque y la defensa, pero también en la creación. Este tipo de futbolistas es muy completo y se adapta muy bien en el fútbol europeo, pues este fútbol es mucho más táctico-defensivo, por ejemplo, que el fútbol sudamericano.
Por otro lado, la mayor diferencia entre este tipo de jugador y el volante de creación es que este último juega más suelto y tiene más visión del campo, pero el mediapunta siempre tendrá más gol. Para los entendidos, el mediapunta es el clásico insider de antes, que juega muchos metros detrás del centrodelantero, tanto por la derecha como por la izquierda; el ejemplo más clásico era Alfredo Di Stéfano, y más recientemente, Ruud Gullit, Pelé, Carlos Valderrama, Kaká,  Bruno Fernandes y Alessandro Del Piero. Jugadores más destacados en esta posición hoy en día son Phil Foden, Florian Wirtz, Bernardo Silva, Kevin De Bruyne, Lionel Messi, Jude Bellingham y Jamal Musiala.

### Segundo delantero
El segunda punta o segundo delantero se sitúa inmediatamente junto al delantero centro. Suelen ser jugadores muy técnicos, con movilidad y que aportan gran claridad en la elaboración de ataque. No son necesariamente futbolistas altos y fuertes, ya que su labor no lo requiere. La labor principal de un segunda punta es la de abrir huecos en la defensa, finalizar con éxito las jugadas y proveer de asistencias de gol a sus compañeros. No es un delantero fijo de área, pues tiende a bajar unos metros para apoyar al medio campo y participar en la creación de jugadas —aunque esa no sea su labor nominal—. Deben ser capaces de cambiar de flanco, moverse y mostrarse para repartir fútbol en el ataque. Se diferencia del mediapunta en cuanto a que no baja al medio campo ni tiene obligaciones defensivas y su juego es más suelto. Se diferencia del puntero en que no se ubica en el costado de la cancha, sino más bien a modo de satélite del delantero centro. En sí, estos futbolistas juegan con mucha libertad en el ataque, a diferencia del resto de los atacantes, y tienen mayor responsabilidad de gol que el mediapunta o el puntero. Son futbolistas indispensables en formaciones como el 4-4-1-1 o el 4-3-1-2 o el 2-3-5. Ejemplos clásicos fueron Lionel Messi, Karim Benzema, Ferenc Puskás, Emilio Butragueño, Julio César Romero, Bebeto, Raúl González, Marcelo Salas, Jefferson Farfán, Humberto Suazo o Kevin Keegan. Hoy en día destacan Antoine Griezmann, Thomas Müller y Paulo Dybala.

### Centrodelantero
Es el antiguo centropunta, centrodelantero o centroatacante que jugaba en la formación piramidal 2-3-5 y como su nombre lo indica, este delantero jugaba en el centro del ataque, a modo de orquestador del juego. Casi tiene las mismas cualidades de un segunda punta de hoy en día, pero la única diferencia es que el segunda punta juega de satélite del punta neto, en cambio, el centrodelantero era el eje principal del todo el ataque. Hoy por hoy, esta posición está en desuso.
Podríamos decir que el centrodelantero es como un volante de creación, porque de cierta forma, tuvo un juego muy cerebral y de claridad en la elaboración de jugadas en la delantera, pero a diferencia del anterior jugó exclusivamente en el ataque. El centropunta a diferencia del volante de creación, no era un tricuartista, o sea, que su principal tarea no era "bajar" a buscar balones desde el medio campo para trasladarlos por la cancha. Este tipo de jugador debía cumplir aún mayores tareas en el ataque. Por lo tanto, como ya se especificó, un centrodelantero se asemeja más a un segunda punta, porque tenía labores tales como las de ser capaz de cambiar de flanco, moverse y mostrarse para repartir fútbol en el ataque, así mismo debía abrir huecos en la defensa, finalizar con éxito las jugadas, proveer de asistencias y habilitaciones a sus compañeros y, sobre todo, hacer muchos goles. Sin embargo, esta variedad de cualidades también lo distinguía claramente de un punta neto, quienes son más especializados en la definición, incluso, los centrodelanteros no eran necesariamente futbolistas altos y fuertes, pero además de finalización deben tener visión de campo y creatividad en el juego.
Ejemplo de grandes centrodelanteros fueron David Villa, Dimitar Berbatov, Hugo Sánchez, Ronaldo, Alberto Spencer, Claudio Pizarro, Ruud van Nistelrooy, Alan Shearer, Marcelo Salas, Marco van Basten, Gabriel Batistuta, Andrés Mendoza, Telmo Zarra, Romário y Lolo Fernández. Lo más parecido hoy en día a un antiguo centrodelantero son Victor Osimhen, Lautaro Martínez, Luis Suárez, Karim Benzema, Radamel Falcao, Paolo Guerrero, Robert Lewandowski y Erling Haaland.

### Extremo
Este tipo de futbolista también denominado delantero exterior jugaba en el antiguo estilo 2-3-5. Ya en el posterior auge del sistema 4-4-2 (la famosa formación wingless, "sin alas" en inglés) en los 60s, se privilegiaba jugar sin extremo, pero en los 70s con el auge de la naranja mecánica volvió a ser habitual el uso de esta posición. 
En la actualidad volvió a aparecer en el sistema (4-3-3) y el planteamiento (4-2-3-1) en los costados del campo de fútbol. Sus dorsales más usados han sido el 7 o el 11, Son jugadores que juegan por las bandas, desbordando y enviando centros al delantero o pases gol. En cuanto a sus características, son jugadores que pueden ser muy rápidos y hábiles para generar centros al área. Se utilizan para cobrar tiros libres y de esquina. Ejemplos de algunos jugadores son el gran Stanley Matthews, quien podría considerarse como el mejor en su estilo; Piet Keizer, de los Países Bajos, en la época de la "naranja mecánica"; Oleg Blojín, que, a pesar de ser extremo, tenía la capacidad de disparar a la portería rival desde una esquina del área grande a modo de falso centro, engañando a los porteros y haciendo muchos goles. También destacaron Franck Ribéry, Arjen Robben, Piru Gaínza, Paco Gento, George Best, Jairzinho, Juan Joya, Helmut Rahn, Raimundo Orsi, Coen Moulijn, Ryan Giggs o Luís Figo. Hoy en día destacan Bukayo Saka, Vinícius Júnior, Mohamed Salah, Cristiano Ronaldo, Rodrygo Goes, Raphinha, Phil Foden y Lamine Yamal.

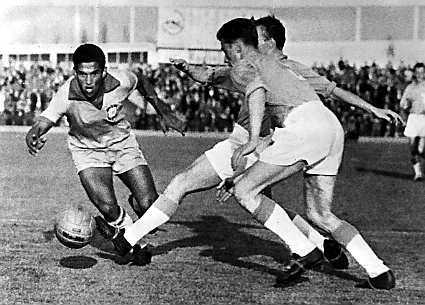
El brasileño Garrincha (izquierda), uno de los mejores exponentes de extremo en el fútbol.

Un futbolista que juega como extremo es aquel que se sitúa en la banda o lateral del campo, donde comúnmente cumple la función de ataque.
La posición de extremo es una de las más antiguas en el fútbol y de las que se han mantenido hasta nuestros días. En la formación 2-3-5 se les llamaban right wing forward y left wing forward; eran los dos jugadores que se ubicaban a ambos extremos de la línea de cinco delanteros. Las formaciones fueron cambiando progresivamente y usando cada vez menos delanteros, pero el extremo se ha mantenido merced a reinventarse sucesivamente.
Existen otras ubicaciones en este deporte que ocupan dicha posición. Los laterales ocupan las bandas, pero en la línea defensiva; los interiores (también llamados centrocampistas laterales o de banda) se encuentran en el medio. Los extremos están en posiciones más adelantadas. Suelen ser bajos, hábiles, escurridizos, gomosos y veloces, así como asistentes.

### Puntero
Llamado puñal, falso extremo, falso 9 o extremo a pie cambiado en España o también denominado como delantero interior en el sistema 2-3-5, y, actualmente, juegan en el ataque a ambos costados de la formación 4-3-3 o 3-3-1-3. Su dorsal tradicional ha sido el 7 y el 11, dependiendo de en qué banda jueguen (derecha e izquierda, respectivamente). Suelen ser jugadores con mucho vértigo, velocidad y con un gran control del balón. Físicamente, son algo más pequeños que los delanteros centro, pero más hábiles y creativos. Los punteros se diferencian de los extremos porque no buscan la banda hasta el final del campo, sino que se mueven desde las bandas hacia la portería, utilizando la jugada denominada "diagonal", y encarando a la defensa y al portero. Esto es una diferencia importante en el estilo y la forma de juego: jugar con extremos significa un fútbol con un ataque más estático esperando el centro; jugar con punteros implica mayor movilidad del balón. Otra cosa es que a los punteros se les pide más goles que a los extremos, y suelen ser muy buenos para hacer la gambeta y encarar a las defensas. Antiguos punteros destacables en esta posición fueron: Johan Cruyff, Pierre Littbarski, René Houseman, Hugo Sotil, Neymar, Leonel Sánchez, Garrincha y Lionel Messi.